# Rohan Dennis
Rohan Dennis (* 28. května 1990) je bývalý australský profesionální silniční cyklista, jenž naposledy závodil za UCI WorldTeam Team Jumbo–Visma. Je dvojnásobným mistrem světa v časovce z let 2018 a 2019.

## Kariéra

### Začátky
Dennis se narodil, vyrůstal a stále žije v jihoaustralském městě Adelaide. Svou kariéru začínal v dráhové cyklistice a byl součástí australského národního týmu, jenž získal stříbro v týmové stíhačce na letních olympijských hrách 2012 v Londýně.

### Garmin–Sharp (2013–2014)
V srpnu 2012 bylo oznámeno, že Dennis podepsal dvouletý kontrakt s UCI WorldTeamem Garmin–Sharp od sezóny 2013. Hned ve své první profesionální sezóně se zúčastnil Tour de France. Ze závodu odstoupil před devátou etapou.
V roce 2014 Dennis získal druhé místo v celkovém pořadí na závodu Tour of California za Bradleym Wigginsem poté, co získal druhé místo v individuální časovce. Také získal stříbrnou medaili na Hrách Commonwealthu v časovce za Alexem Dowsettem z Anglie.

### BMC Racing Team (2014–2018)
V srpnu 2014 bylo oznámeno, že Dennis podepsal kontrakt s UCI WorldTeamem BMC Racing Team s okamžitým efektem do konce sezóny 2015. Se svým novým týmem vyhrál týmovou časovku na mistrovství světa.
8. února 2015 Dennis stanovil nový světový rekord v hodinovce 52,491 km. Předchozí světový rekord, který držel Matthias Brändle, překonal o více než 600 m. Tento rekord byl překonán 2. května 2015 Alexem Dowsettem. Dennis byl vybrán do sestavy týmu BMC Racing Team na Tour de France 2015 jako pomocník Tejaye van Garderena. Podařilo se mu vyhrát úvodní etapu, individuální časovku, s průměrnou rychlostí 55,446 km/h a stal se tak prvním držitelem žlutého dresu. Stanovil tak nový rychlostní rekord v časovce na Tour de France. Na konci roku Dennis vyhrál medaili Sira Huberta Oppermana pro nejlepšího australského cyklistu roku 2015.
V květnu 2017 byl Dennis jmenován na startovní listině Gira d'Italia 2017. Ze závodu odstoupil v průběhu čtvrté etapy kvůli zraněním, která utržil ve třetí etapě. Na Vueltě a España 2017 Dennis proťal cílovou pásku jako první jezdec týmu BMC Racing Team, jenž vyhrál úvodní týmovou časovku, čímž se stal prvním lídrem závodu z Austrálie od roku 2014, kdy byl lídrem celkového pořadí na Vueltě Michael Matthews.
Na Giru d'Italia 2018 byl Dennis těsně poražen v úvodní časovce Tomem Dumoulinem. Ve druhé etapě však na sprinterské prémii získal časový bonus a v cíli se díky tomu posunul do čela celkového pořadí. Stal se tak prvním lídrem Gira z Austrálie po Simonu Clarkovi v roce 2015 a třetím Australanem, který byl lídrem všech 3 Grand Tours, po Bradleym McGeeovi a Cadelu Evansovi. V závodě pak vyhrál šestnáctou etapu, individuální časovku, a závod dokončil na šestnácté příčce v celkovém pořadí, 56 minut a 7 sekund za vítězným Chrisem Froomem.
Na Vueltě a España 2018 Dennis vyhrál první etapu, individuální časovku, čímž se stal 95. jezdcem v historii s etapovými triumfy na všech třech Grand Tours a 15. jezdcem s vítězstvími v individuálních časovkách na všech třech Grand Tours. Poté, co vyhrál 16. etapu, individuální časovku, závod opustil a začal se připravovat na mistrovství světa konané v Innsbrucku. Na šampionátu se stal mistrem světa v individuální časovku, kterou vyhrál o více než minutu před obhájcem titulu Tomem Dumoulinem. Také se svým týmem BMC Racing Team získal bronz v týmové časovce.
Na konci roku 2018 Dennis vyhrál 2 australská ocenění: Výkonnostní ocenění Australského institutu sporu v kategorii mužský sportovec roku a Medaili Sira Huberta Oppermana, kterou předtím vyhrál již v roce 2015.

### Bahrain–Merida (2019)
V srpnu 2018 bylo oznámeno, že Dennis podepsal dvouletý kontrakt s UCI WorldTeamem Bahrain–Merida od sezóny 2019. Do tohoto týmu s ním přestoupili i jeho týmoví kolegové z týmu BMC Racing Team Dylan Teuns a Damiano Caruso.
18. července 2019 Dennis odstoupil z Tour de France 2019 v průběhu 12. etapy. Nejprve nebyl uveden žádný důvod odstoupení, ale pozdější zprávy naznačovaly, že ze závodu odstoupil kvůli nespokojenosti s vybavením, které mu tým dodával. V lednu 2020 Dennis uvedl, že z Tour odstoupil poté, co se jeho mentální zdraví začalo zhoršovat kvůli problémům se svým týmem a on se začal obávat negativního efektu na jeho manželství.
25. září 2019 se Dennis stal v Yorkshiru podruhé v řadě mistrem světa v časovce. Pro Dennise to byl první závod od odstoupení z Tour de France. Časovku absolvoval na neoznačeném kole značky BMC namísto svého týmového kola Merida. O několik dní později bylo týmem Bahrain–Merida potvrzeno, že s Dennisem rozvázali kontrakt ke 13. září.

### Team Ineos (2020–2021)
V prosinci 2019 bylo oznámeno, že Dennis podepsal dvouletý kontrakt s UCI WorldTeamem Team Ineos od sezóny 2020.
V lednu 2020 Dennis oznámil, že se přestane soustředit na to, aby se stal lídrem pro celkové pořadí na Grand Tours, a namísto toho se bude soustředit na týdenní závody. Na třítýdenní závody hodlal začít jezdit jako domestik pro ostatní závodníky. Na Giru d'Italia 2020, které bylo kvůli pandemii covidu-19 odloženo na říjen, se Dennis velkou měrou zasloužil o celkové vítězství svého týmového kolegy Taa Geoghegana Harta, když mu v osmnácté i v dvacáté etapě pomohl dlouhým taháním tempa. Dennis pak vyhrál také cenu Cima Coppi, která je udělována jezdci, jenž jako první přejede nejvyšší bod závodu, v tomto případě průsmyk Stelvio.

### Team Jumbo–Visma (2022–2023)

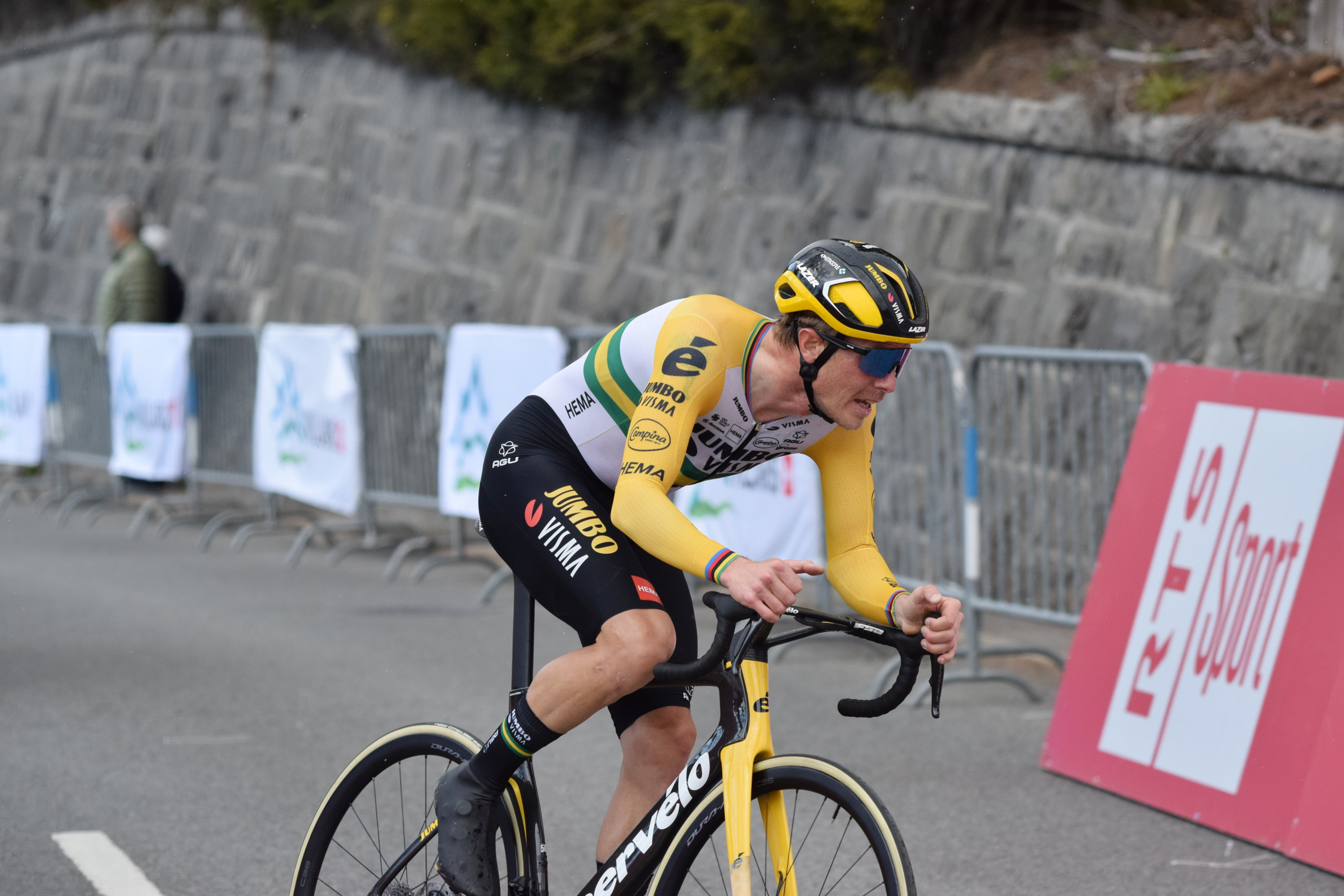
Dennis na trati závěrečné časovky Tour de Romandie 2022

V září 2021 bylo oznámeno, že Dennis podepsal dvouletý kontrakt s UCI WorldTeamem Team Jumbo–Visma od sezóny 2022.
Ve svém prvním závodu za tým v roce 2022, australském šampionátu v časovce, Dennis vyhrál před Lukem Durbridgem a Conorem Leahym. V dubnu se na Tour de Romandie po druhých místech v prologu a první etapě Dennis dostal do vedení závodu, ale v poslední etapě, horské časovce, ztratil přes 2 minuty na vítěze Alexandra Vlasova a propadl se na osmé místo v celkovém pořadí.
Svou sezónu 2023 Dennis zahájil na Tour Down Under. V druhé etapě spolu s dalšími 3 jezdci zachytil nástup Jaye Vina na stoupání Nettle Hill 20 km před cílem. Díky vzájemné kooperaci se tato skupina dostala až do cílového města. Dennis pak zaútočil v poslední zatáčce před cílovou rovinou a sólo si dojel pro vítězství v etapě a vedení v celkovém pořadí. Své vedení v následující etapě předal Vinovi poté, co ztratil čas v závěru etapy. V únoru téhož roku oznámil, že na konci sezóny 2023 odejde do sportovního důchodu.

## Osobní život
V květnu 2017 oznámila Dennisova partnerka, profesionální cyklistka Melissa Hoskinsová, jejich zasnoubení a její odchod do sportovního důchodu. Jejich svatba proběhla v únoru 2018. Později téhož roku Hoskinsová porodila jejich první dítě, syna, 2 a půl týdne poté, co Dennis vyhrál svůj první titul mistra světa v časovce. Svůj čas rodina tráví ve městech Girona, La Massana a Adelaide.

## Hlavní výsledky

### Silniční cyklistika
2007
Mistrovství světa
9. místo časovka juniorů
2010
Národní šampionát
 vítěz časovky do 23 let
Thüringen Rundfahrt der U23
3. místo celkově
vítěz 1. etapy (TTT)
Olympia's Tour
4. místo celkově
Mistrovství světa
5. místo časovka do 23 let
Hry Commonwealthu
6. místo časovka
Ringerike GP
10. místo celkově
2011
Národní šampionát
4. místo silniční závod do 23 let
2012
Národní šampionát
 vítěz silničního závodu do 23 let
 vítěz časovky do 23 let
Thüringen Rundfahrt der U23
 celkový vítěz
vítěz 5. etapy (ITT)
vítěz Memorial Davide Fardelli
vítěz Chrono Champenois
Mistrovství světa
 2. místo časovka do 23 let
2. místo Trofeo Alcide Degasperi
Olympia's Tour
4. místo celkově
vítěz 5. etapy (ITT)
Tour Down Under
5. místo celkově
 vítěz vrchařské soutěže
 vítěz soutěže mladých jezdců
5. místo Trofeo Città di San Vendemiano
2013
Tour of Alberta
 celkový vítěz
 vítěz soutěže mladých jezdců
vítěz 3. etapy
Národní šampionát
2. místo časovka
Critérium du Dauphiné
8. místo celkově
 vítěz soutěže mladých jezdců
2014
Mistrovství světa
 vítěz týmové časovky
5. místo časovka
Hry Commonwealthu
 2. místo časovka
Tour of California
2. místo celkově
vítěz 3. etapy
Circuit de la Sarthe
2. místo celkově
 vítěz soutěže mladých jezdců
2015
Mistrovství světa
 vítěz týmové časovky
6. místo časovka
Tour Down Under
 celkový vítěz
 vítěz soutěže mladých jezdců
vítěz 3. etapy
USA Pro Cycling Challenge
 celkový vítěz
 vítěz vrchařské soutěže
vítěz etap 4 a 5 (ITT)
Tour de France
vítěz etap 1 (ITT) a 9 (TTT)
lídr ,  a  po 1. etapě
Critérium du Dauphiné
vítěz 3. etapy (TTT)
Národní šampionát
2. místo časovka
2016
Národní šampionát
 vítěz časovky
Eneco Tour
vítěz etap 2 (ITT) a 5 (TTT)
Mistrovství světa
 2. místo týmová časovka
6. místo časovka
Tour of California
2. místo celkově
vítěz 6. etapy (ITT)
Tour of Britain
2. místo celkově
vítěz etapy 7b
Olympijské hry
5. místo časovka
2017
Národní šampionát
 vítěz časovky
Tour La Provence
 celkový vítěz
 vítěz bodovací soutěže
Vuelta a España
vítěz 1. etapy (TTT)
lídr  po 1. etapě
Tour de Suisse
vítěz etap 1 (ITT) a 9 (ITT)
Tour of the Alps
vítěz 2. etapy
Volta a Catalunya
vítěz 2. etapy (TTT)
Mistrovství světa
 2. místo týmová časovka
8. místo časovka
Tirreno–Adriatico
2. místo celkově
vítěz etap 1 (TTT) a 7 (ITT)
Tour Down Under
6. místo celkově
2018
Mistrovství světa
 vítěz časovky
 3. místo týmová časovka
Národní šampionát
 vítěz časovky
Vuelta a España
vítěz etap 1 (ITT) a 16 (ITT)
lídr ,  a  po 1. etapě
Giro d'Italia
vítěz 16. etapy (ITT)
lídr  po etapách 2 – 5
Tirreno–Adriatico
vítěz etap 1 (TTT) a 7 (ITT)
Tour de Romandie
7. místo celkově
Abú Dhabí Tour
9. místo celkově
vítěz 4. etapy (ITT)
2019
Mistrovství světa
 vítěz časovky
Národní šampionát
2. místo časovka
Tour de Suisse
2. místo celkově
vítěz 1. etapy (ITT)
Tour Down Under
5. místo celkově
2020
Národní šampionát
2. místo časovka
Tour Down Under
4. místo celkově
Mistrovství světa
5. místo časovka
2021
Tour de Romandie
vítěz prologu
Volta a Catalunya
vítěz 2. etapy (ITT)
Olympijské hry
 3. místo časovka
Tour of Britain
6. místo celkově
vítěz 3. etapy (TTT)
2022
Hry Commonwealthu
 vítěz časovky
Národní šampionát
 vítěz časovky
Vuelta a España
vítěz 1. etapy (TTT)
Tour de Romandie
8. místo celkově
2023
Tour Down Under
vítěz 2. etapy
Paříž–Nice
vítěz 3. etapy (TTT)
Mistrovství světa
7. místo časovka

#### Výsledky na etapových závodech
| Výsledky na Grand Tours        |      |      |      |      |      |      |      |      |      |      |      |
| Grand Tour                     | 2013 | 2014 | 2015 | 2016 | 2017 | 2018 | 2019 | 2020 | 2021 | 2022 | 2023 |
| Giro d'Italia                  | —    | —    | —    | —    | DNF  | 16   | —    | 35   | —    | —    | 41   |
| Tour de France                 | DNF  | —    | 101  | DNF  | —    | —    | DNF  | —    | —    | —    | —    |
| Vuelta a España                | —    | 84   | —    | —    | DNF  | DNF  | —    | —    | —    | 52   | —    |
| Výsledky na etapových závodech |      |      |      |      |      |      |      |      |      |      |      |
| Závod                          | 2013 | 2014 | 2015 | 2016 | 2017 | 2018 | 2019 | 2020 | 2021 | 2022 | 2023 |
| Paříž–Nice                     | —    | —    | DNF  | —    | —    | —    | —    | —    | 45   | DNF  | 85   |
| Tirreno–Adriatico              | 77   | —    | —    | —    | 2    | 79   | 95   | 87   | —    | —    | —    |
| Volta a Catalunya              | —    | —    | —    | DNF  | DNF  | —    | —    | NS   | 46   | 54   | —    |
| Kolem Baskicka                 | —    | —    | 42   | —    | —    | —    | DNF  | NS   | —    | —    | DNF  |
| / Tour de Romandie             | 76   | 43   | 38   | —    | —    | 7    | —    | NS   | 17   | 8    | —    |
| Critérium du Dauphiné          | 8    | —    | 34   | 68   | —    | —    | —    | —    | —    | —    | —    |
| Tour de Suisse                 | —    | 89   | —    | —    | 97   | —    | 2    | NS   | 37   | DNF  | DNF  |

#### Výsledky na šampionátech
| Akce              | Akce           | 2013      | 2014      | 2015      | 2016 | 2017      | 2018      | 2019      | 2020      | 2021      | 2022      | 2023      |
| ----------------- | -------------- | --------- | --------- | --------- | ---- | --------- | --------- | --------- | --------- | --------- | --------- | --------- |
| Olympijské hry    | Časovka        | Nejelo se | Nejelo se | Nejelo se | 5    | Nejelo se | Nejelo se | Nejelo se | Nejelo se | 3         | Nejelo se | Nejelo se |
| Olympijské hry    | Silniční závod | Nejelo se | Nejelo se | Nejelo se | DNF  | Nejelo se | Nejelo se | Nejelo se | Nejelo se | —         | Nejelo se | Nejelo se |
| Mistrovství světa | Časovka        | 12        | 5         | 6         | 6    | 8         | 1         | 1         | 5         | —         | —         | 7         |
| Mistrovství světa | Silniční závod | DNF       | DNF       | —         | —    | —         | DNF       | DNF       | —         | —         | —         | —         |
| Mistrovství světa | Týmová časovka | 8         | 1         | 1         | 2    | 2         | 3         | Nejelo se | Nejelo se | Nejelo se | Nejelo se | Nejelo se |
| Národní šampionát | Časovka        | 2         | DNF       | 2         | 1    | 1         | 1         | 2         | 2         | —         | 1         | —         |
| Národní šampionát | Silniční závod | DNF       | DNF       | DNF       | DNF  | —         | DNF       | —         | —         | —         | DNF       | —         |

| —   | Nezúčastnil se |
| DNF | Nedokončil     |
| NS  | Nejelo se      |

### Dráhová cyklistika
2007
Národní juniorský šampionát
 vítěz týmové stíhačky
2008
Mistrovství světa juniorů
 vítěz týmové stíhačky
 2. místo individuální stíhačka
UCI World Cup Classics, Melbourne
 vítěz týmové stíhačky
Národní juniorský šampionát
 vítěz individuální stíhačky
 vítěz bodovacího závodu
2009
UCI World Cup Classics, Peking
 vítěz týmové stíhačky
Mistrovství světa
 2. místo týmová stíhačka
Národní šampionát
3. místo týmová stíhačka
2010
Mistrovství světa
 vítěz týmové stíhačky
Národní šampionát
 vítěz týmové stíhačky
2. místo individuální stíhačka
2011
Mistrovství světa
 vítěz týmové stíhačky
UCI World Cup Classics, Manchester
 vítěz individuální stíhačky
Národní šampionát
 vítěz týmové stíhačky
2. místo individuální stíhačka
2012
UCI World Cup, Londýn
 vítěz týmové stíhačky
Národní šampionát
 vítěz týmové stíhačky
2. místo individuální stíhačka
Olympijské hry
 2. místo týmová stíhačka
Mistrovství světa
 2. místo týmová stíhačka